# Buchheim (Kolonia)
Buchheim, Köln-Buchheim — dzielnica miasta Kolonia w Niemczech, w okręgu administracyjnym Mülheim, w kraju związkowym Nadrenia Północna-Westfalia, na prawym brzegu Renu.